# سيكادا 3301
سيكادا 3301 هو اسم يطلق على منظمة سرية غامضة تقوم بتجنيد محللي شفرات ولغويين من العامة عبر مجموعة من الألغاز المعقدة.
أول أحجية على شبكة الانترنت تم اطلاقها في 4 يناير 2012 ودامت حوالي شهر واحد. أطلقت جولة ثانية بعد عام من سابقتها في 4 يناير 2013، وجولة ثالثة عقب تأكيد مفتاح/دليل جديد على تويتر في 4 يناير 2014.
الهدف المعلن منها هو تجنيد «أشخاص أذكياء» من خلال تقديم سلسلة من الألغاز التي يتعين حلها واحدة تلو الأخرى.
لم تنشر ألغاز جديدة في 4 يناير 2015، إلى أن تم تحميل دليل جديد على تويتر في 5 يناير 2016.
في أبريل 2017، وجدت رسالة مشفرة ببرنامج Pgp للخصوصية الجيدة جدا: «احذر المسارات الخاطئة. تحقق دائمًا من توقيع Pgp من 7A35090F». تنفي هذه الرسالة صراحة صحة أي لغز غير موقع في الآونة الأخيرة، كما في أبريل 2017.
ركزت هذه الأحاجي كثيرًا على أمن البيانات، علم التشفير (علم التعمية) والستيغانوغرافي.
لقبت سيكادا 3301 بـ«أكثر الألغاز اتقانا وغموضا وتعقيدا في عصر الانترنت»، وأدرجت في قائمة «أغرب 5 ألغاز الإنترنت التي لم يتم حلها»، وتواجدت تكهنات كثيرة فيما يتعلق بوظيفتها.
الكثير خمن أن الألغاز ما هي سوى أداة تجنيد لدى وكالة الأمن القومي الأمريكي، وكالة المخابرات المركزية، جهاز الاستخبارات البريطاني أو كونها مؤامرة ماسونية أو حتى مجموعة مسترزقة على شبكة الانترنت. آخرون زعموا أن سيكادا 3301 هي لعبة واقع بديل.
لم يحدث وأن نسب شخص هذه المنظمة إلى نفسه أو أن حاولت شركة ما الاستثمار فيها من معلن ان اخر ظهور لها في أبريل 2017.

## الأهداف
هدف الألغاز المعلن كل عام هو تجنيد أشخاص ذوي ذكاء خارق، بينما الهدف الأسمى يبقى مجهولا. ادعى البعض أن سيكادا 3301 هي منظمة سرية تهدف لتحقيق نهضة في علم التشفير، الخصوصية واخفاء الهوية. آخرون ادعوا أن سيكادا 3301 هي مذهب أو طائفة دينية.
وفقا لتصريحات العديد ممن زعموا أنهم فازوا بأحجية 2012، فإن سيكادا 3301 عادة ما تستخدم أساليب تجنيد غير قائمة على ألغاز تتطلب ذكاء كما هو متوقع، بل تبتكر أحاجي خاصة للبحث عن أعضاء محتملين ذوي مهارات في علم التعمية وأمن الحواسيب.

## التصميم

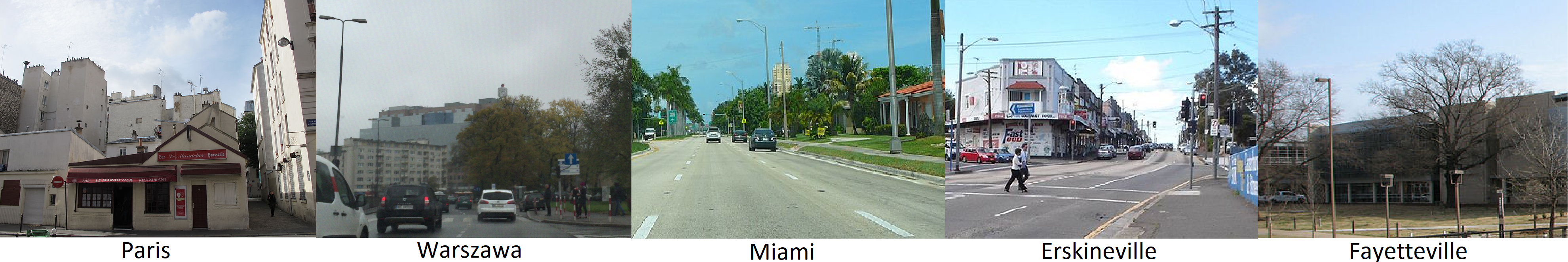
أماكن بحث عن سيكادا 3301

زعم أشخاص مجهولون أنهم انتصروا بعد رفع الدعاوى القضائية ضد المنظمة، الا أن التحقق من المنظمة لم يتم أبدا، وليس للذين قدموا الادعاءات معلومات وفيرة حولها.

### أنواع المفاتيح
شملت مفاتيح سيكادا 3301 العديد من مختلف وسائل الاتصال التي تتضمن: الانترنت، الهواتف، أغاني أصلية، أقراص لينوكس مضغوطة قابلة للتمهيد، صور رقمية، علامات ورقية مادية، صفحات كتب مشفرة بالكتابة الرونية غير منشورة. أحد الكتب بعنوان "Liber Primus" (حرفيا تعني: الكتاب الأول) يحتوي على صفحات كثيرة عدد قليل منها فقط هو ما تم فك شيفرته.
علاوة على استعمال تقنيات عديدة متنوعة للتشفير والترميز واخفاء المعلومات، فإن هذه المفاتيح أشارت إلى مجموعة واسعة من المراجع كالكتب، الشعر، الأعمال الفنية والموسيقى. كل مفتاح تم توقيعه بنفس رمز الخصوصية ببرنامج GnuPG للتأكيد على موثوقيتها.

### أماكن تواجد المفاتيح على أرض الواقع
خلال الاختبار تتطلب العديد من المفاتيح من المشاركين السفر إلى مختلف الأماكن للحصول على المفتاح التالي. تشمل هذه الأماكن الآتي:
هناك تكهنات حول كون المنظمة ضخمة وتعمل على نطاق واسع بتمويل ممتاز، نظرا لتواجد المفاتيح في عدد هائل من المواقع البعيدة عن بعضها البعض ولإمكانية ظهورها في الآن ذاته في مكانين مختلفين.

### الموسيقى
هناك دائما موسيقى مصاحبة للفيديوهات التي تمثل مفاتيحا لألغاز سيكادا، مع ذلك لم يتم التعرف على أي من المؤلفين أو المؤدين. ظهرت نظريات معينة تشير إلى أن الموسيقى نفسها قد تكون مفتاح ألغاز، وأن سيكادا تحاول إنشاء تشفير موسيقي بالتوازي مع معلوماتها الأخرى.
حللت TechGeek365 بنية عدة مقاطع واكتشفت وجود ثنائيات صوتية معينة عندما تنطبق على الحروف والأرقام فإنها تكشف رسائل خفية.

## الدعاوى القضائية ضد المنظمة

### كونها ذات نشاطات غير قانونية
ادعت السلطات المحلية لمحافظة لوس أندلس بالتشيلي أن المنظمة هي جماعة من قراصنة الشبكة المتورطين بأعمال خارجة عن القانون. ردت سيكادا 3301 على هذا الادعاء عن طريق إصدارها إفادات موقعة بشيفرة بصرية بي جي بي تنفي مشاركتها في أي نشاطات غير قانونية.
في يوليو 2015، زعمت مجموعة يدعون أنفسهم "3301" اختراقهم لجمعية تنظيم الأسرة الأمريكية، لكن اتضح عدم وجود أي علاقة بها مع سيكادا 3301. هذه الأخيرة صرحت أنها لن تغفر لأي استعمال لاسمها أو رقمها أو شعارها. لاحقا، أكدت تلك المجموعة أنهم ليسوا تابعين لسيكادا 3301 بأي شكل من الأشكال.

### كونها طائفة دينية
مع تزايد اهتمام الجمهور بالمنظمة نظرا لسوء سمعتها، أكد الكثير أن الألغاز المقدمة ما هي إلا تمهيد لمبادئ التنجيم ومعرفة الأسرار والخبايا أو ربما تجنيد لمذاهب وطوائف روحانية.
قام تيم ديلي، زميل أبحاث أقدم مع مجلس أبحاث الأسرة المسيحية المحافظة، بتحليل تعاليم سيكادا 3301 وألغازها وكتابها «ليبر بريموس»، ولخص بعضا من اعتقادات المنظمة الجوهرية:
- لا يوجد أي معنى في أي شيء، كل شيء «فارغ ولا معنى له».
- داخل كل شخص: حالة مثالية أقرب لمفهوم الإنسان الأعلى لفريدريتش نيتشه.
- وجود دماغ عالمي يتكون من جميع الكائنات الحية والتكنولوجيا.
- ليس هناك حاجة للخلاص لأنه لا يوجد شيء يجب أن نخلص منه.
- لا يوجد واقع حقيقي، فما قد يعتبر واقعا قد يكون محاكاة.
- يبدو أن استخدام مصطلح «الذكاء» بدلا من «الشخص» في سائر صفحات الكتاب، يشير إلى الاعتقاد (أو على الأقل الاهتمام) بالذكاء الاصطناعي الواعي.
- كثير من الكتابات والمعتقدات تركز على موت الأنا.
- يتقيد الكتاب إضافة لنصوص أخرى بنظام القبالة (نوع: الإنجليزية).

آخرون زعموا أن ألغاز سيكادا 3301 هي التعبير المعاصر لما كان رحلة التنوير التابعة للتعاليم الباطنية الغربية ومدارس الديانات الغامضة.

## في الثقافة الشعبية
أصدرت بحرية الولايات المتحدة الأمريكية تحديا في التشفير مستوحى من أحاجي التجنيد الخاصة بسيكادا 3301 عام 2014 مطلقة عليها اسم مشروع «ارشيتوذيس» والذي يعني حرفيا حيوان الصبيدج العملاق.
ظهرت في حلقة يوم 30 سبتمبر 2014 من البرنامج التلفزيوني «شخص مثير للاهتمام»، لعبة واسعة النطاق مشابهة لحد كبير لألغاز سيكادا 3301، فكلاهما يتضمن سلسلة ألغاز مشفرة، لكن كما يوحي عنوان الحلقة "Nautilus" (والتي تعني اسم حيوان النوتي أو البحار)، فإن هذه اللعبة تحمل شعار صدفة البحار بدل شعار حشرة الزيز أو الصرناخ. في النهاية يتضح أن اللعبة قد تم إنشاؤها من قبل ذكاء اصطناعي خبيث يطلق عليه اسم «السامري»، ما يجعله يجسد شخصية الخصم الرئيسي الذي يعمل كوسيلة لتجنيد العملاء طوال الموسم الرابع للمسلسل.